# Élection présidentielle lituanienne de 2002-2003

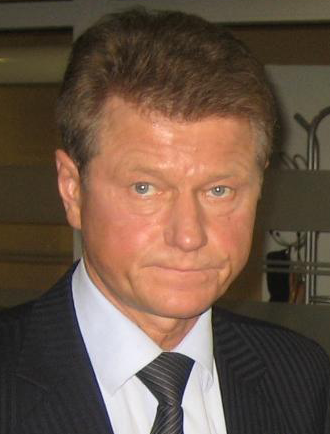
Paksas Rolandas, candidat à l'élection présidentielle de Lituanie

L'élection présidentielle lituanienne de 2002-2003 (en lituanien 2002-2003 m. Lietuvos Respublikos Prezidento rinkimai) est la troisième élection du président de la République de Lituanie depuis la restauration de l'indépendance du pays en 1990-91.